# Superfiction
Superfiction — пятый студийный альбом пост-гранж группы Cold, выпущен 19 июля 2011 года в США и Великобритании. Это первый альбом Cold после воссоединения в 2009 году и первый альбом группы, изданный на виниле.

## Об альбоме
Первоначально альбом должен был называться «Epic» («Эпичный»), но впоследствии название сменили. Песня «Crossroads» изначально называлась «My Religion», и вместе с «Welcome2MyWorld» в качестве демозаписи появилась в интернете в 2009 году. Песня «What Happens Now?» изначально называлась «The Web» («Паутина») и была написана к запланированному на тот момент времени новому фильме о Человеке-пауке, однако режиссёр Марк Уэбб (снявший для Cold клип «Just Got Wicked») отказался от её использования в фильме.
В поддержку Superfiction было выпущено 2 сингла — «Wicked World» и «Аmerican Dream», на обе песни были сняты видеоклипы. Во время тура группа на каждом концерте играла и записывала песню «Snowblind», лучшее концертное исполнение которой планировали выпустить в качество скрытого трека на альбоме. Однако, композиция в альбом не вошла.

## Список композиций
Все песни, кроме отмеченных, написаны Скутером Уордом.
| №   | Название                                                                | Длительность |
| --- | ----------------------------------------------------------------------- | ------------ |
| 1.  | «Wicked World» (Бобби Хафф / Като Кхандвала)                            | 3:36         |
| 2.  | «What Happens Now»                                                      | 3:42         |
| 3.  | «American Dream» (Като Кхандвала)                                       | 3:38         |
| 4.  | «The Break»                                                             | 3:45         |
| 5.  | «Welcome2MyWorld»                                                       | 3:30         |
| 6.  | «Emily»                                                                 | 3:36         |
| 7.  | «The Crossroads»                                                        | 4:18         |
| 8.  | «Delivering the Saint» (Зак Гилберт / Джереми Маршалл / Сэм МакКэндлис) | 4:24         |
| 9.  | «So Long June» (Зак Гилберт / Джереми Маршалл / Сэм МакКэндлис)         | 4:41         |
| 10. | «The Park»                                                              | 3:40         |
| 11. | «Flight of the Superstar»                                               | 3:30         |
| 12. | «The Ballad of the Nameless»                                            | 3:29         |
| 13. | «Dream On» (эксклюзив для iTunes, автор Стивен Тайлер)                  | 3:34         |

## Участники записи
- Скутер Уорд — вокал, гитара, клавишные
- Дрю Моллер — ритм-гитара, бэк-вокал
- Зак Гилберт — лид-гитара
- Джереми Маршалл — бас-гитара, бэк-вокал
- Сэм МакКэндлис — барабаны

## Чарты
| Чарты                             | Высшая позиция |
| --------------------------------- | -------------- |
| U.S. Billboard 200                | 37             |
| U.S. Billboard Rock Albums        | 10             |
| U.S. Billboard Independent Albums | 5              |
| U.S. Billboard Alternative Albums | 10             |
| U.S. Billboard Hard Rock Albums   | 4              |